# Анна Алхім
Анна Миколаївна Алхімова (в першому шлюбі — Буряченко, псевдонім: Анна Алхім; нар. 6 жовтня 1991, Тернівка, Дніпропетровська область) — українська блогерка. 
Неодноразова фігурантка скандалів, пов'язаних із висловлюваннями про Росію, використанням російського контенту та резонансними дописами в соцмережах.

## Життєпис
З 2008 по 2014 рік навчалася у Дніпровському національному університеті ім. Гончара на факультеті правознавства.
З листопада 2013 року по березень 2014 року — секретарка судового засідання в Жовтневому суді Дніпра, після чого працювала помічницею адвоката.
Відома завдяки блогу в Інстаграм.
2016 року знялась у кліпі гурту НеАнгели «Серьожа».
З 2017 року грала в спектаклі «Чарівні рогоносці».
2019 — брала участь в шоу «Шалена зірка» на «Новому каналі».
2021 — брала участь у шоу «Зірковий шлях» на ТРК Україна.
2020 — грала роль Бонні у короткометражному фільмі «Бонні і Клайд. Продовження».

## Музика
2019 року вийшли треки «Гімнастика» і «Барбекю».

## Особисте життя
У 2017 році одружилась з бізнесменом Олександром Буряченком і змінила прізвище на чоловікове. 2018 року народила сина Володимира. 2019 року пара розійшлась.
У березні 2025 року заявила, що впродовж двох років мала роман з одруженим бізнесменом Костянтином Валеуліним.

## Скандали
У квітні 2021 року була внесена до бази центру «Миротворець» за заперечення російської агресії, антиукраїнську риторику та участь в актах гуманітарної агресії Росії проти України.
У 2020—2022 роках у позитивно висловлювалася про Путіна, називала його «красенем». Після повномасштабного вторгнення частково змінила позицію, зазначивши, що «так не вважає, але від слів не відмовляється», а також побажала Путіну смерті. У 2023 році заявила, що ніколи не підтримувала Путіна.
У березні 2023 року сказала, що слухає російську музику, після чого зазнала критики. У січні 2024 року у Хмельницькому записала відео з російською музикою на тлі меморіалу загиблих українських військових, що також викликало обурення.
У травні 2023 року опублікувала сторіс із розташуванням лікарні в Дніпрі, яка після цього зазнала російскього ракетного удару. Звинувачена у недбалості щодо безпеки.
У серпні 2023 року її образливі висловлювання щодо мешканців західних областей України (у відповідь на зауваження щодо української мови) викликали обурення.
У травні 2025 року потрапила в скандал після того, як демонстративно закотила очі у відповідь на прохання виконати українську пісню під час святкування хрестин. Публічні особи, зокрема блогерка Олена Мандзюк та ветеран Олександр Терен, засудили її поведінку.

## Кримінальне провадження
Національна поліція України відкрила кілька кримінальних проваджень щодо Анни Алхім за статтями ККУ: ст. 161 — порушення рівноправності громадян; ст. 346 — погроза або насильство щодо державного чи громадського діяча; ст. 111 — державна зрада. СБУ розпочала перевірку про її дії та висловлювання.